# Pansret mandskabsvogn
En pansret mandskabsvogn (PMV) er et let pansret køretøj, der bruges til transport af infanteri. Den har som regel kun et maskingevær, men der findes varianter med rekylfri rifler, panserværnsvåben (f.eks. TOW-missiler) eller mortérer. Den er ikke designet til at deltage i direkte kamp, men til at transportere tropperne til slagmarken i sikkerhed for fragmenter og baghold. PMV'er kan have hjul eller bælter. Når man i Danmark taler om en PMV, menes der som oftest modellen M113 (bæltekøretøj), der bruges af det danske forsvar. Danmark har købt nye PMV'er af typen Piranha V, som leveres fra 2018 - 2020 (hjulkøretøj). Andre eksempler på en PMV er den franske VAB og den sovjetiske BTR.

## Historie
Under 1. verdenskrig, da kampvognen blev udviklet, blev den britiske Mark V kampvogn designet med en lille passagerafdeling til troppetransport. Denne kan ses som verdens første PMV. Det første køretøj, der udelukkende var beregnet som PMV var Mark IX fra 1918.
Ofte var PMV'er simple pansrede biler med mulighed for troppetransport, men de udviklede sig til egentlige PMV'er for at efterkomme kravene til motoriseret krigsførelse fra 2. verdenskrig. Briternes Universal Carrier var en mindre PMV og halvbæltekøretøjer, såsom de amerikanske M3 og de tyske SdKfz 251, spillede en større rolle for udviklingen af pansrede mandskabsvogne, idet de kom i adskillige udgaver (flak, kommando, panserværn, ambulance..). I Sovjetunionen brugte man ikke PMV'ere og soldaterne blev kørt til fronten ovenpå kampvognene.
I 1944 beordrede chefen for 2nd Canadian Corps, general Guy Simonds, at 72 amerikanskproducerede M7 Priest selvkørende haubitser skulle konverteres til PMV'er. Haubitsen (der alligevel skulle udskiftes på grund af slid i piben) blev fjernet, og hullet efter den blev stoppet ud med, hvad man nu kunne finde af stål. Køretøjet blev navngivet Kangaroo efter værkstedet, der udførte konverteringen. Senere i krigen blev canadiskbyggede Ram kampvogne brugt som basis for langt de fleste konverteringer, eftersom de var forældede, og de originale Kangaroo'er var slidt op.
Efter krigen blev der udviklet forskellige specialiserede PMV'er. USA udviklede en serie bæltekøretøjer, der kulminerede i M113, der blev produceret i 80.000 eksemplarer. Sovjetunionen udviklede den 8-hjulede BTR-40 som modstykke.
Sidst i 1980'erne konverterede Israel erobrede T-55 kampvogne til PMV'er, ligesom man gjorde under 2. verdenskrig. Resultatet blev én af de bedst pansrede PMV'er i verden ved navn Achzarit.
Herhjemme bruges PMV'erne også civilt i visse situationer; typisk indgår de i ambulanceberedskabet om vinteren, så hjælpen kan nå frem uanset snedrivernes højde. 

## Teknologi
De fleste pansrede mandskabsvogne bruger en dieselmotor i stil med den, der er at finde i lastbiler eller i en typisk bybus (PMV'er kendes også som "panserbus" blandt tropperne). M113 brugte f.eks. (i den første version) den samme motor som en standard General Motors bybus. En enkelt M113, der kører med topfart, genererer ligeså meget støj som en GMC bybus i topfart. Ikke desto mindre har en typisk PMV kun plads til 6-10 soldater, hvor en bybus har plads til 30-40 siddende passagerer.
De fleste PMV'er har amfibiekapacitet. PMV'er med bælter drives frem af deres bælter i vandet, hvor PMV'er med hjul har skruer eller vand-jets. Forberedelser til amfibieoperationer indebærer som regel at kontrollere skrogets tæthed og udfoldningen af en vadeplade i fronten (bagagebæreren på den nye M113 G3 DK erstatter vadepladen). Sejladsen kræver ret stille vand og gode tilgangsmuligheder. Hastigheden i vandet er typisk 3-6 km/t.
Panseret på PMV'er er oftest simpelt stål- eller aluminiumspanser, tilstrækkeligt for beskyttelse mod håndvåben og fragmenter. Stort set alle panserværnsvåben kan ødelægge en PMV.
En PMV er typisk udstyret med et 12,7 mm eller 14,5 mm tungt maskingevær (TMG). Dette er monteret på taget af køretøjet, enten på en simpel trefodsaffutage, evt. med et skjold, eller i et lille tårn. PMV'en kan også bestykkes med en mortér eller panserværnsvåben (som den danske M113 TOW Carrier).